# فریگیت کلاس کارتنر
فریگیت کلاس کارتنر (به انگلیسی: Kortenaer-class frigate) یک کلاس از کشتی است که طول آن ۱۳۰ متر (۴۲۶ فوت ۶ اینچ) می‌باشد.